# Chocolates Pan
Chocolates Pan foi uma indústria alimentícia brasileira. Sediada em São Caetano do Sul, era especializada na produção de chocolates e doces.
Fundada em 1935 por Aldo Aliberti e seu cunhado Oswaldo Falchero, em São Caetano do Sul, a Chocolates Pan ficou conhecida pelos seus "cigarinhos de chocolates" que eram vendidos em caixas estampando um menino branco e outro negro, sendo comercializados como rolinhos de chocolates, para evitar que as crianças fossem induzidas ao tabagismo.
Em 2005, após a morte de Oswaldo Falchero, a empresa passou a ser dirigida por suas filhas e genros.
Entre os produtos mais característicos e conhecidos da fábrica, estão os confeitos para bolos e miudezas como moedas, guarda-chuvas e outros objetos de chocolate.
Depois de anunciar o seu plano de recuperação judicial em 2021, a Pan pediu autofalência à justiça, pois as dívidas eram muito altas, e tinham dificuldades de se manter em operação.
Durante o processo de falência, foi determinada a alienação da fábrica localizada na cidade de São Caetano do Sul, mediante leilão público, o qual foi realizado em 15 de setembro de 2023, tendo a empresa CSH Administração de Bens Intangíveis Ltda, braço de investimentos do Grupo Cacau Show, apresentado a maior oferta pelo imóvel, sendo o valor total R$ 71 milhões pelo espaço de 10.432 m²; o valor ofertado supera em 33% o preço inicial estipulado pela Justiça. Já em 19 de outubro de 2023 houve a homologação do certame pelo juízo, oportunidade em que o imóvel passou à propriedade da Cacau Show.
Em 4 de março de 2024, via Leilão Público realizado no âmbito da Recuperação, as 37 marcas da empresa "Chocolates Pan" foram arrematadas por R$ 3,1 milhões, pela empresa Real Solar, com sede em Goianinha, no Rio Grande do Norte. O certame envolveu uma disputa acirrada, onde os direitos da marca receberam 25 lances, com 14 participantes no leilão.